# Felix Beijmo
Felix Olof Allan Nelson Beijmo (Stockholm, 31 januari 1998) is een Zweeds voetballer die doorgaans speelt als rechtsback. In juli 2023 verruilde hij Malmö FF voor Aarhus GF.

## Clubcarrière
Beijmo speelde in de jeugd van Ängby IF en kwam hierna terecht bij IF Brommapojkarna, waar hij ook in het eerste elftal ging spelen. Met deze club speelde hij achtereen in de Superettan en de Division 1. In het voorjaar van 2017 verruilde de rechtsback Brommapojkarna voor Djurgårdens IF. In twee seizoenen kwam Beijmo tot zevenendertig competitieoptredens. Halverwege 2018 won hij met Djurgårdens de finale van de Svenska Cupen van Malmö FF.
Een maand na de bekerfinale maakte Beijmo de overstap naar Werder Bremen, dat circa drie miljoen euro voor hem betaalde. Na een seizoen zonder optredens in de hoofdmacht werd hij voor een halfjaar verhuurd aan Malmö FF. Hierna speelde hij een half seizoen voor Greuther Fürth. In de zomer van 2020 nam Malmö de rechtsback definitief over en hij tekende voor drieënhalf jaar in zijn vaderland. In 2022 had hij overwegend een basisplaats bij Malmö. De club verhuurde hem in januari 2023 voor een half seizoen aan Aarhus GF. Aan het einde van de verhuurperiode nam Aarhus hem voor circa driehonderdduizend euro over.

## Clubstatistieken
| Seizoen | Club              | Competitie    | Competitie | Competitie | Beker | Beker | Internationaal | Internationaal | Totaal | Totaal |
| Seizoen | Club              | Competitie    | Wed.       | Dlp.       | Wed.  | Dlp.  | Wed.           | Dlp.           | Wed.   | Dlp.   |
| ------- | ----------------- | ------------- | ---------- | ---------- | ----- | ----- | -------------- | -------------- | ------ | ------ |
| 2015    | IF Brommapojkarna | Superettan    | 10         | 0          | 1     | 0     | —              | —              | 11     | 0      |
| 2016    | IF Brommapojkarna | Division 1    | 24         | 1          | 10    | 2     | —              | —              | 34     | 3      |
| 2017    | Djurgårdens IF    | Allsvenskan   | 26         | 2          | 0     | 0     | —              | —              | 26     | 2      |
| 2018    | Djurgårdens IF    | Allsvenskan   | 11         | 1          | 4     | 0     | —              | —              | 15     | 1      |
| 2018/19 | Werder Bremen     | Bundesliga    | 0          | 0          | 0     | 0     | —              | —              | 0      | 0      |
| 2019    | → Malmö FF        | Allsvenskan   | 8          | 1          | 0     | 0     | —              | —              | 8      | 1      |
| 2019/20 | → Greuther Fürth  | 2. Bundesliga | 5          | 0          | 0     | 0     | —              | —              | 5      | 0      |
| 2020    | Malmö FF          | Allsvenskan   | 3          | 0          | 1     | 0     | 4              | 0              | 8      | 0      |
| 2021    | Malmö FF          | Allsvenskan   | 14         | 0          | 3     | 0     | 0              | 0              | 17     | 0      |
| 2022    | Malmö FF          | Allsvenskan   | 27         | 1          | 5     | 0     | 14             | 1              | 36     | 2      |
| 2022/23 | → Aarhus GF       | Superligaen   | 14         | 0          | 0     | 0     | —              | —              | 14     | 0      |
| 2023/24 | Aarhus GF         | Superligaen   | 26         | 2          | 6     | 2     | 2              | 1              | 34     | 5      |
| 2024/25 | Aarhus GF         | Superligaen   | 14         | 1          | 1     | 0     | —              | —              | 15     | 1      |
| Totaal  | Totaal            | Totaal        | 182        | 9          | 31    | 4     | 20             | 2              | 233    | 15     |

Bijgewerkt op 15 november 2024.

## Erelijst
| Competitie     |                |                |                |                |
| Competitie     | Aantal         | Jaren          |                |                |
| Djurgårdens IF | Djurgårdens IF | Djurgårdens IF | Djurgårdens IF | Djurgårdens IF |
| -------------- | -------------- | -------------- | -------------- | -------------- |
| Svenska Cupen  | 1              | 2017/18        |                |                |
| Malmö FF       |                |                |                |                |
| Allsvenskan    | 2              | 2020, 2021     |                |                |
| Svenska Cupen  | 1              | 2021/22        |                |                |